# The Ring (Zeitschrift)
The Ring (auch The Ring Magazine) ist die älteste noch bestehende Boxzeitschrift der USA.
The Ring wurde im Jahre 1922 von Nat Fleischer mitgegründet, der 1929 Alleinbesitzer wurde und sie bis zu seinem Tod 1972 leitete.
Die erste Ausgabe des Ring Magazine erschien am 15. Februar 1922, sie hatte 24 Seiten und kostete 20 Cent.
Es wird, wie das früher konkurrierende KO Magazine und World Boxing, vom London-Publications-Verlag herausgegeben. In den Jahren 1972 bis 1979 war Fleischers Schwiegersohn Nat Loubet der Herausgeber, heutiger Chefredakteur ist Nigel Collins. Óscar de la Hoyas Unternehmen Golden Boy Enterprises ist seit 2007 Eigentümer der Boxzeitschrift.

## Ring Ranglisten
Die Zeitschrift gibt wie praktisch alle Boxzeitschriften und Webseiten eigene Ranglisten heraus.
In den letzten Jahren hat sich über Unterstützer bei ESPN und HBO die Debatte intensiviert, ob nicht eine übergreifende Rangliste, wie z. B. „The Ring“ als Leistungsmaßstab herangezogen werden sollte. Aufgrund der vielen Weltverbände mit teilweise abweichendem Reglement existieren parallel zahlreiche unterschiedliche Weltmeister in der gleichen Gewichtsklasse. Des Weiteren werden im modernen Boxsport nicht allein aufgrund der sportlichen Herausforderung die Kämpfe vereinbart, sondern die Gegner vor allem im Hinblick auf die Kampfbörse ausgewählt.
Neben den Ranglisten für die einzelnen Gewichtsklassen wird auch eine Gewichtsklassenunabhängige Rangliste (Best Pound for Pound Fighter in the World) geführt.

## Jährliche Preisvergaben

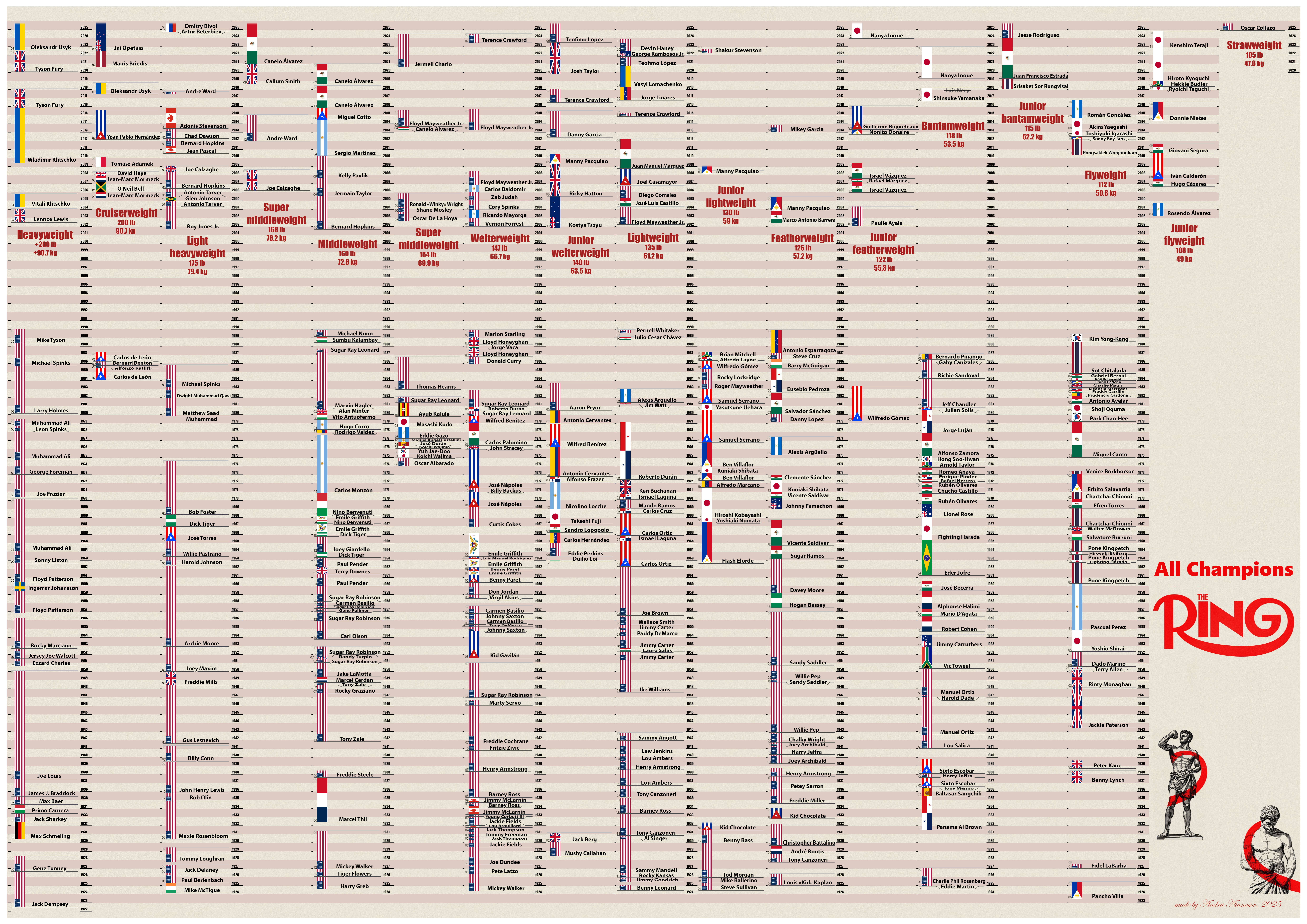

Das Ring Magazine vergibt jährlich Preise in folgenden Kategorien:
- Ring Magazine Boxer des Jahres
- Ring Magazine Kampf des Jahres
- Ring Magazine Knockout des Jahres
- Ring Magazine Comeback des Jahres
- Ring Magazine Event des Jahres
- Ring Magazine Runde des Jahres

## Weitere Auszeichnungen
- Ring Magazine Pound for Pound
- Ring Magazine Trainer des Jahres
- Ring Magazine Boxer des Jahrzehnts
- Liste der 100 besten Puncher aller Zeiten

## Weltmeister

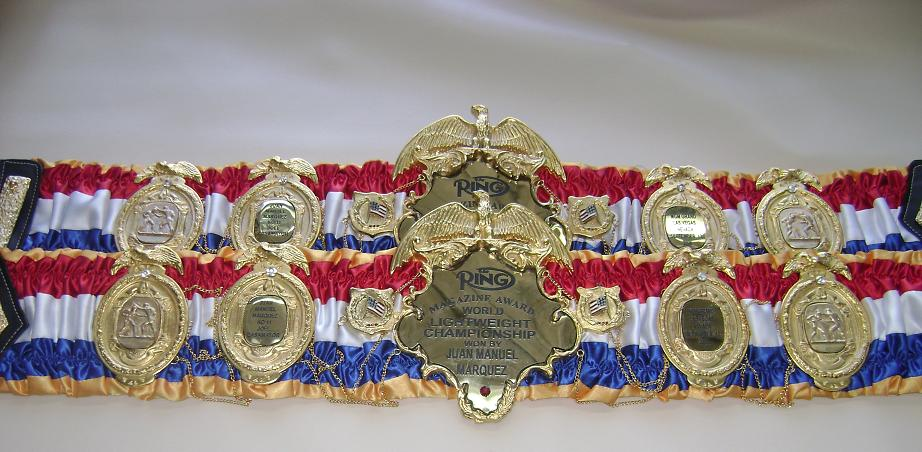
Weltmeistergürtel des Ring Magazine

Seit 1922 verleiht das Ring Magazine den Weltmeistergürtel in den jeweiligen Gewichtsklassen.
Amtierende Weltmeister sind folgende:
- Oleksandr Ussyk (Schwergewicht)
- Saúl Álvarez (Mittelgewicht)